# Sladtjärnen (Naverstads socken, Bohuslän)
Sladtjärnen är en sjö i Tanums kommun i Bohuslän och ingår i Enningdalsälvens huvudavrinningsområde. Sjön är 5 meter djup, har en yta på 0,0933 kvadratkilometer och befinner sig 152,3 meter över havet.

## Delavrinningsområde
Sladtjärnen ingår i det delavrinningsområde (652813-126170) som SMHI kallar för Mynnar i Enningdalsälvens vattendragsyta. Medelhöjden är 163 meter över havet och ytan är 5,9 kvadratkilometer. Det finns inga avrinningsområden uppströms utan avrinningsområdet är högsta punkten. Lillälven som avvattnar avrinningsområdet har biflödesordning 2, vilket innebär att vattnet flödar genom totalt 2 vattendrag innan det når havet efter 41 kilometer. Avrinningsområdet består mestadels av skog (92 %). Avrinningsområdet har 0,38 kvadratkilometer vattenytor vilket ger det en sjöprocent på 6,4 %.